# Donald C. Winter
Donald C. Winter (15 giugno 1948) è un politico statunitense.

## Biografia
Fu il ventiseiesimo segretario della marina statunitense (United States Department of Defense) sotto i presidenti degli Stati Uniti d'America George W. Bush e Barack Obama.
Ha studiato all'università del Michigan e all'university of Rochester, per 3 anni ha lavorato alla Defense Advanced Research Projects Agency con Bob Cooper.